# 敖瑞鵬
敖瑞鵬（1995年10月6日—），出生於中國重慶市，中國大陸男演員，畢業於成都藝術職業大學。2019年參加戀愛觀察秀節目《戀夢空間》而跨行進入影視行業，2023年在《少年歌行》中飾演雷無桀一角而廣為人知。

## 早年經歷
敖瑞鵬從小學習美術，大學主修遊戲原畫設計。畢業後在成都的一家遊戲公司工作，並不時在社交平台分享生活照，因外貌出眾吸引了不少粉絲，也因此引起經紀公司的關注。機緣下他開始從事模特工作，之後受邀參加湖南衛視的戀愛觀察類綜藝節目，跨行到影視行業。

## 演藝經歷

### 2019年
2019年1月10日，參與錄製的觀察類綜藝節目《戀夢空間》播出。
2019年10月12日，參加的明星運動競技節目《超新星全運會第二季》播出，並在男子150米短跑項目中獲得第三名的佳績。
2019年10月28日，參與演出的青春劇《生活對我下手了2》開播，在劇中飾演洋子的男友瑞鵬。

### 2020年
2020年2月14日，主演的青春校園劇《時光與你都很甜》首播，在劇中飾演性格痞帥、懷抱成為職業賽車手夢想的張昊天。
2020年7月16日，參加的明星運動競技節目《超新星運動會》播出，期間參與了跳高、籃球及電競等多項賽事，最終與隊友獲得籃球項目的金牌。
2020年9月24日，與馬夢唯領銜主演的都市愛情劇《戀愛吧，食夢君！》開播，在劇中飾演個性強勢的霸道總裁時孟。

### 2021年
2021年3月27日，主演的科幻愛情劇《新人類！男友會漏電》播出，在劇中飾演人氣偶像胡理。
2021年8月18日，參演的女性青春成長劇《機智的上半場》播出。
2021年9月22日，與趙露思、徐開騁等人共同主演的古裝校園劇《國子監來了個女弟子》上線，在劇中飾演國子監中調皮搗蛋、被譽為混世小魔王的閆琰。該劇為敖瑞鵬的首部古裝作品。

### 2022年
2022年10月，入選2022橫店影視節文榮獎青年演員扶持計畫。
2022年12月26日，與李宏毅、劉學義共同主演的古裝武俠劇《少年歌行》開播，在劇中飾演雷家堡分家弟子雷無桀。

### 2023年
2023年3月31日，與戚硯笛合作主演的古裝輕喜劇《看見緣分的少女》播出，在劇中飾演自信傲氣的小侯爺衛起。
2023年5月26日，與鄧超元等人領銜主演的古裝武俠言情劇《少年江湖》上線，在劇中飾演性格孤僻冷傲、略帶傲嬌的慕容山莊嫡子慕容沖。
2023年8月28日，與田曦薇搭檔主演的古裝愛情劇《花轎喜事》播出，在劇中飾演沉穩機智的齊家三公子齊天磊。

### 2024年
2024年5月10日，參與錄製的戶外競技真人秀《奔跑吧》第十二季播出。
2024年7月2日，友情出演的當代都市劇《你比星光美麗》開播。
2024年9月23日，領銜主演的冒險動作劇《鎮魂街之熱血再燃》播出，在劇中飾演熱血正義的曹焱兵。
2024年12月7日，參加《2024愛奇藝尖叫之夜》，並獲得「年度潛力演員」獎項。

### 2025年
2025年1月7日，與白鹿領銜主演的古裝奇幻愛情劇《白月梵星》開播，在劇中一人分飾兩角，飾演極域妖王梵樾及妖神淨淵。
2025年4月4日，參與錄製的全明星人生遊戲體驗真人秀《盒子裡的貓第二季》播出。
2025年4月12日，參加的綜藝節目《5哈第五季》播出。
2025年4月28日，主演的古裝仙俠劇《落花時節又逢君》上綫，在劇中飾演天帝之子昆侖。
2025年5月4日，參加中央廣播電視總台《青春讚歌——2025五四青年節特別節目》，與王玉雯共同表演歌曲《我信我的明天》。
2025年6月8日，現代奇幻冒險劇《七根心簡》開播，在劇中飾演鳳凰小分隊成員一萬三(江照)。
2025年7月13日，與李蘭迪領銜主演的古裝探案劇《朝雪錄》開播，在劇中飾演睿王世子燕遲。

## 影視作品

### 電視劇
| 年份   | 劇名               | 角色        | 備註               |
| 2019年 | 生活對我下手了2    | 敖瑞鵬      | 網絡劇             |
| 2020年 | 時光與你都很甜     | 張昊天      | 網絡劇             |
| 2020年 | 戀愛吧，食夢君！   | 時孟        | 網絡劇             |
| 2021年 | 新人類！男友會漏電 | 胡理        | 網絡劇             |
| 2021年 | 機智的上半場       | 馬亦然      | 網絡劇，客串       |
| 2021年 | 國子監來了個女弟子 | 閆琰        | 網絡劇             |
| 2022年 | 少年歌行           | 雷無桀      | 網絡劇             |
| 2023年 | 看見緣分的少女     | 衛起        | 網絡劇             |
| 2023年 | 少年江湖           | 慕容沖      | 網絡劇             |
| 2023年 | 花轎喜事           | 齊天磊      | 網絡劇             |
| 2024年 | 你比星光美麗       | 秦立        | 客串               |
| 2024年 | 鎮魂街之熱血再燃   | 曹焱兵      | 網絡劇             |
| 2025年 | 白月梵星           | 梵樾/淨淵   | 網絡劇             |
| 2025年 | 落花時節又逢君     | 昆侖/白泠   | 網絡劇，2021年拍攝 |
| 2025年 | 七根心簡           | 江照/一萬三 | 網絡劇             |
| 2025年 | 朝雪录             | 燕遲        | 網絡劇             |
| 待播   | 師兄太穩健         | 李長壽      | 網絡劇             |
| 待播   | 一點浩然氣         | 陳一        |                    |

### 短片
| 年份   | 劇名           | 角色   | 備註 |
| 2018年 | 當你年少時     | 周瑞   |      |
| 2019年 | 無法攻略的男人 | 敖大瑞 |      |

## 綜藝節目
| 播出日期                      | 平台             | 節目                     | 備註     |
| 2019年2月7日                  | 湖南衛視         | 戀夢空間                 | 參與嘉賓 |
| 2019年10月12日                | 騰訊視頻         | 超新星全運會第二季       | 運動員   |
| 2020年7月16日                 | 騰訊視頻         | 超新星運動會             | 運動員   |
| 2022年12月29日                | 優酷             | 少年特别企劃             |          |
| 2023年5月28日                 | 騰訊視頻         | 五十公里桃花塢（第三季） | 常住塢民 |
| 2023年6月23日                 | 愛奇藝           | 萌探探探案3              | 飛行嘉賓 |
| 2024年5月10日                 | 浙江衛視         | 奔跑吧 (第十二季)        | 特邀嘉賓 |
| 2025年4月4日                  | 優酷             | 盒子裏的貓第二季         | 飛盒玩家 |
| 2025年4月18日                 | 優酷             | 盒子裏的貓第二季         | 飛盒玩家 |
| 2025年5月3日                  | 優酷             | 盒子裏的貓第二季         | 飛盒玩家 |
| 2025年5月3日                  | 湖南衛視         | 你好，星期六             |          |
| 2025年5月10日、 2025年5月11日 | 愛奇藝、騰訊視頻 | 哈哈哈哈哈第五季         | 飛行嘉賓 |
| 2025年6月6日                  | 浙江衛視         | 奔跑吧 (第十三季)        | 特邀嘉賓 |
| 2025年6月24日                 | 芒果TV           | 我們的宿舍               | 飛行嘉賓 |
| 2025年7月27日                 | 愛奇藝           | 朝雪錄之仵夜大偵探       |          |
| 待播                          | 愛奇藝           | 燦爛的市集               | 飛行嘉賓 |

## 音樂作品
| 年份   | 歌曲名稱     | 備註                                     |
| 2023年 | 〈看見緣分〉 | 《看見緣分的少女》片頭曲，與戚硯笛合唱。 |
| 2023年 | 〈共逍遙〉   | 《少年江湖》片頭曲，與鄧超元合唱。       |
| 2025年 | 〈不要想念〉 | 《白月梵星》插曲，與白鹿合唱。           |
| 2025年 | 〈歸來〉     | 《落花時節又逢君》插曲                   |
| 2025年 | 〈此愛〉     | 《朝雪錄》插曲，燕遲主題曲。             |

## 獲獎紀錄
| 年份   | 頒獎典禮           | 獎項         | 結果 |
| 2024年 | 2024愛奇藝尖叫之夜 | 年度潛力演員 | 獲獎 |

## 外部鏈接
- 敖瑞鵬的Instagram帳戶
- 敖瑞鵬的新浪微博
- 敖瑞鵬工作室的新浪微博
- 敖瑞鵬在豆瓣上的资料（简体中文）